# Robert Ellis
Robert Ellis Reel (Nova York, 27 de juny de 1892 - Santa Monica, 29 de desembre de 1974) conegut professionalment com a Robert Ellis, va ser un director de cinema, guionista i actor de cinema estatunidenc. Va aparèixer en més de 160 pel·lícules entre 1913 i 1934. També va escriure per a 65 pel·lícules i en va dirigir 61.

## Biografia
Ellis va néixer a Brooklyn, el 27 de juny de 1892, i va anar al St. Francis Xavier College de la ciutat de Nova York.
Les mullers d'Ellis incloïen les actrius May Allison i Vera Reynolds i la guionista Helen Logan. Ell i Logan es van casar el 1962, després de la mort de Reynolds. La seva relació amb Reynolds va cridar l'atenció del públic l'any 1938, quan una demanda va acabar quan els dos van decidir casar-se. Reynolds havia demandat a Ellis per 180.000 dòlars per incompliment de la seva promesa, afirmant que després que el seu matrimoni de 1926 a Greenwich (Connecticut), no fos vàlid, s'havia promès casar-se amb ella, però no ho va complir. Després d'un mes d'audiència, la seva decisió de casar-se va posar fi al litigi.
A Broadway, Ellis va interpretar Dan Huntley a Baxter's Partner (1911). Ellis va actuar per als estudis de cinema Kalem i Metro. Va ser el protagonista de la pel·lícula For Sale (1924), però sovint va interpretar papers de dolents. Després d'actuar, es va convertir en un guionista els guions del qual es van utilitzar en pel·lícules de Charlie Chan, Jane Withers i altres. També va dirigir pel·lícules, com A Fool and His Money i The Figurehead.
El 29 de desembre de 1974, Ellis va morir a Santa Mònica (Califòrnia). Ell i Logan estan enterrats en tombes adjacents al cementiri d'Inglewood Park a Inglewood.

## Filmografia

### Actor
- 1913: A Modern Jekyll and Hyde , una pel·lícula de la Kalem Company
- 1914: The Black Sheep de Tom Moore
- 1915: Prejudice de Tom Moore
- 1915: The Adventure at Briarcliff de Tom Moore
- 1915: The First Commandment de Tom Moore
- 1915: The Glory of Youth de Louis B. Gardner
- 1915: The Secret Room de Tom Moore
- 1915: The Third Commandment de Tom Moore
- 1915: The Ventures of Marguerite de Hamilton Smith
- 1916: The Child of Destiny de William Nigh
- 1916: The Tricksters de R. E. Cummings
- 1917: The Customary Two Weeks de Saul Harrison
- 1917: The Lifted Veil de George D. Baker
- 1918: Brown of Harvard de Harry Beaumont
- 1919: In For Thirty Days de Webster Cullison
- 1919: Louisiana de Robert G. Vignola
- 1919: Peggy Does Her Darndest de George D. Baker
- 1919: The Spite Bride de Charles Giblyn
- 1919: The Third Kiss de Robert G. Vignola
- 1919: Upstairs and Down de Charles Giblyn
- 1921: Handcuffs or Kisses de George Archainbaud
- 1921: Ladies Must Live de George Loane Tucker
- 1922: Anna Ascends de Victor Fleming
- 1922: Hurricane's Gal de Allen Holubar
- 1922: Love's Masquerade de William P. S. Earle
- 1922: The Dangerous Little Demon de Clarence Badger
- 1922: The Infidel de James Young
- 1922: The Woman Who Fooled Herself de Charles A. Logue
- 1922: Wild Honey de Wesley Ruggles
- 1923: Dark Secrets de Victor Fleming
- 1923: Mark of the Beast de Thomas Dixon
- 1923: The Flame of Life de Hobart Henley
- 1923: The Wanters de John M. Stahl
- 1923: The Wild Party de Herbert Blaché
- 1924: A Cafe in Cairo de Chester Withey
- 1924: For Sale de George Archainbaud
- 1924: Lovers' Lane de Phil Rosen
- 1924: On Probation de Charles Hutchison
- 1924: Silk Stocking Sal de Tod Browning
- 1924: The Law Forbids de Jess Robbins
- 1925: Capital Punishment de James P. Hogan
- 1925: Defend Yourself de Dell Henderson
- 1925: Forbidden Cargo de Thomas Buckingham
- 1925: Lady Robinhood de Ralph Ince
- 1925: Northern Code de Leon Kent
- 1925: S.O.S. Perils of the Sea de James P. Hogan
- 1925: Speed de Edward J. Lesaint
- 1925: The Part Time Wife de Henry Mccarty
- 1926: Brooding Eyes de Edward J. Lesaint
- 1926: Devil's Dice de Tom Forman
- 1926: Ladies of Leisure de Thomas Buckingham
- 1926: The Girl from Montmartre de Alfred E. Green
- 1926: Whispering Canyon de Tom Forman
- 1927: Ragtime de Scott Pembroke
- 1927: The Lure of the Night Club de Thomas Buckingham
- 1928: Cleopatra de R. William Neill
- 1928: Freedom of the Press de George Melford
- 1928: Law and the Man de Percy Pembroke
- 1928: Marry the Girl de Phil Rosen
- 1928: Restless Youth de W. Christy Cabanne
- 1928: The Law's Lash de Noel Smith
- 1928: Varsity de Frank Tuttle
- 1929: Broadway de Paul Fejos
- 1929: Night Parade de Malcolm St. Clair
- 1929: The Love Trap de William Wyler
- 1929: Tonight at Twelve de Harry Pollard
- 1930: The Squealer de Harry J. Brown
- 1930: Undertow de Harry Pollard
- 1930: What Men Want de Ernst Laemmle
- 1931: Aloha d'Albert S. Rogell
- 1931: Caught Cheating de Frank Strayer
- 1931: Dancing Dynamite de Noel Smith
- 1931: Desert Vengeance de Louis King
- 1931: Is There Justice? de Stuart Paton
- 1931: Mounted Fury de Stuart Paton
- 1931: Murder at Midnight de Frank Strayer
- 1931: One Man Law de Lambert Hillyer
- 1931: The Deadline de Lambert Hillyer
- 1931: The Devil Plays de Richard Thorpe
- 1931: The Fighting Sheriff de Louis King
- 1931: The Good Bad Girl de R. William Neill
- 1931: The Last Parade de Erle C. Kenton
- 1932: Hors-bord C-67 de D. Ross Lederman
- 1932: A Man's Land de Phil Rosen
- 1932: American Madness de Frank Capra
- 1932: Behind Stone Walls de Frank Strayer
- 1932: Come On Danger! de Robert F. Hill
- 1932: Daring Danger de D. Ross Lederman
- 1932: From Broadway to Cheyenne de Harry L. Fraser
- 1932: Slightly Married de Richard Thorpe
- 1932: The Fighting Fool de Lambert Hillyer
- 1932: The Last Man de Howard Higgin
- 1932: The Phantom Express d'Emory Johnson
- 1932: White Eagle de Lambert Hillyer
- 1933: Notorious but Nice de Richard Thorpe
- 1933: Officer 13 de George Melford
- 1933: Police Call de Phil Whitman
- 1933: Reform Girl de Sam Newfield
- 1933: Soldiers of the Storm de D. Ross Lederman
- 1933: Speed Demon de D. Ross Lederman
- 1933: The Constant Woman de Victor Schertzinger
- 1933: The Important Witness de Sam Newfield
- 1933: The Penal Code de George Melford
- 1933: The Sphinx de Phil Rosen
- 1933: Thrill Hunter de George B. Seitz
- 1933: Treason de George B. Seitz
- 1933: Women Won't Tell de Richard Thorpe
- 1934: A Girl of the Limberlost de Christy Cabanne
- 1934: Dancing Man d'Albert Ray
- 1934: I've Got Your Number de Ray Enright
- 1934: Madame Spy de Karl Freund

### Guionista
- 1916: The Stolen Jail
- 1922: The Woman Who Fooled Herself de Charles Logue
- 1932: The Monster Walks de Frank R. Strayer
- 1933: A Man of Sentiment de Richard Thorpe
- 1933: By Appointment Only de Frank R. Strayer
- 1933: Dance, Girl, Dance de Frank R. Strayer
- 1933: In the Money de Frank R. Strayer
- 1933: Twin Husbands de Frank R. Strayer
- 1934: In Love with Life de Frank R. Strayer
- 1934: Port of Lost Dreams de Frank R. Strayer
- 1934: Poste frontière de Frank R. Strayer i Erich von Stroheim
- 1934: The Quitter de Richard Thorpe
- 1935: Asegure a su mujer de Lewis Seiler
- 1935: Charlie Chan in Egypt de Louis King
- 1935: Ginger de Lewis Seiler
- 1935: Happiness C.O.D. de Charles Lamont
- 1935: Les femmes aiment le danger de H. Bruce Humberstone
- 1935: Music Is Magic de George Marshall
- 1935: One in a Million de Frank R. Strayer
- 1935: The Lady in Scarlet de Charles Lamont
- 1936: Back to Nature de James Tinling
- 1936: Charlie Chan at the Circus de Harry Lachman
- 1936: Charlie Chan aux courses de H. Bruce Humberstone
- 1936: Charlie Chan's Secret de Gordon Wiles
- 1936: Federal Agent de Sam Newfield
- 1936: Here Comes Trouble de Lewis Seiler
- 1936: Hitch Hike to Heaven de Frank R. Strayer
- 1936: Laughing at Trouble de Frank R. Strayer
- 1936: Red Lights Ahead de Roland D. Reed
- 1937: Big Business de Frank R. Strayer
- 1937: Big Town Girl de Alfred L. Werker
- 1937: Born Reckless de Malcolm St Clair i Gustav Machatý
- 1937: Charlie Chan à Broadway d'Eugene Forde
- 1937: Charlie Chan at Monte Carlo d'Eugene Forde
- 1937: Charlie Chan at the Olympics de H. Bruce Humberstone
- 1937: Off to the Races de Frank R. Strayer
- 1937: That I May Live de Allan Dwan
- 1938: A Trip to Paris de Malcolm St Clair
- 1938: Road Demon d'Otto Brower
- 1938: Down on the Farm de Malcolm St Clair
- 1938: Love on a Budget d'Herbert I. Leeds
- 1938: Rascals de H. Bruce Humberstone
- 1938: Sharpshooters de James Tinling
- 1938: Speed to Burn d'Otto Brower
- 1939: Charlie Chan in City in Darkness d'Herbert I. Leeds
- 1939: Chasing Danger de Ricardo Cortez
- 1939: Pardon Our Nerve de H. Bruce Humberstone
- 1939: Susannah de William A. Seiter et Walter Lang
- 1939: The Escape de Ricardo Cortez
- 1939: The Honeymoon's Over d'Eugene Forde
- 1939: Too Busy to Work d'Otto Brower
- 1940: Charlie Chan's Murder Cruise d'Eugene Forde
- 1940: Lucky Cisco Kid de H. Bruce Humberstone
- 1940: Star Dust (Star Dust) de Walter Lang
- 1940: The Man Who Wouldn't Talk de David Burton
- 1940: Tin Pan Alley'' de Walter Lang
- 1941: The Great American Broadcast de Archie Mayo
- 1941: Sun Valley Serenade de H. Bruce Humberstone
- 1942: Song of the Islands de Walter Lang
- 1942: Iceland de H. Bruce Humberstone
- 1942: Footlight Serenade de Gregory Ratoff
- 1943: Hello Frisco, Hello de H. Bruce Humberstone
- 1944: Four Jills in a Jeep de William A. Seiter
- 1944: Pin Up Girl de H. Bruce Humberstone
- 1944: Something for the Boys de Lewis Seiler
- 1946: If I'm Lucky de Lewis Seiler
- 1946: Three Little Girls in Blue de H. Bruce Humberstone
- 1946: Do You Love Me de Gregory Ratoff
- 1950 : I'll Get By de Richard Sale

### Director
- 1915: The Apaches of Paris
- 1916: A Baby Grand
- 1916: A Double Elopement
- 1916: A Double-Barreled Courtship
- 1916: A Flock of Skeletons
- 1916: A Leap Year Wooing
- 1916: A Lucky Mistake
- 1916: A Lunch Room Legacy
- 1916: A Mission of State
- 1916: Almost a Heroine
- 1916: An Innocent Vampire
- 1916: He Wrote Poetry?
- 1916: Her Great Invention
- 1916: Juggling Justice
- 1916: Meter in the Kitchen
- 1916: Peaches and Ponies
- 1916: Rival Artists
- 1916: Romance and Riot
- 1916: Setting the Fashion
- 1916: She Came, She Saw, She Conquered
- 1916: Sis the Detective
- 1916: Stolen Plumage
- 1916: Tangled by Telephone
- 1916: That Pesky Parrot
- 1916: The Battered Bridegroom
- 1916: The Code Letter
- 1916: The Dumb Heiress
- 1916: The Fate of America
- 1916: The Fickle Fiddler's Finish
- 1916: The Girl and the Tenor
- 1916: The Guiding Hand
- 1916: The House of Three Deuces
- 1916: The Lurking Peril
- 1916: The Man from Yukon
- 1916: The Menace
- 1916: The Missing Heiress
- 1916: The Mysterious Double
- 1916: The Night Watch
- 1916: The Pencil Clue
- 1916: The Psychic Phenomenon
- 1916: The Rogue's Pawn
- 1916: The Sealskin Coat
- 1916: The Stolen Jail
- 1916: The Tiger's Claw
- 1916: The Trail Of Graft
- 1916: The Trail's End
- 1916: The Trunk Mystery
- 1916: The Wishing Ring
- 1916: The Wizard's Plot
- 1916: When Things Go Wrong
- 1917: A Deal in Bonds
- 1917: In the Web of the Spider
- 1917: Mystery of Room 422
- 1917: Sign of the Scarf
- 1917: The Black Circle
- 1917: The House of Secrets
- 1917: The Mirror of Fear
- 1917: The Missing Financier
- 1917: The Net of Intrigue
- 1917: The Screened Vault
- 1917: The Secret of the Borgias
- 1917: The Trap
- 1917: The Veiled Thunderbolt
- 1917: The Violet Ray
- 1917: Winged Diamonds
- 1918: The Fringe of Society
- 1919: The Imp
- 1919: The Tiger's Trail
- 1920: A Fool and His Money
- 1920: The Daughter Pays
- 1920: The Figurehead
- 1921: A Divorce of Convenience
- 1921: Chivalrous Charley